# 黑带华蜗牛
黑带华蜗牛（学名：Cathaica phaeozona）为巴蜗牛科华蜗牛属的动物。分布于印度、克什米尔地区和苏联以及中国大陆的新疆、甘肃、陕西、山西、西北各地等地，生活环境为陆地，多见于四季牧场、丘陵地带、农田和树林中、潮湿的杂草丛以及石块下。